# هیئت چهارگانه گفتگوی ملی تونس
هیئت چهارگانه گفتگوی ملی تونس (عربی: رباعیة الحوار الوطنی التونسی)، تعدادی از تشکل‌های غیردولتی و صنفی تونس را شامل می‌شود. این تشکل‌ها عبارتند از: سندیکای عمومی کارگران (UGTT)، اتحادیه صنفی صنایع و صنایع دستی تونس (UTICA)، لیگ حقوق بشر تونس (LTDH) و کانون وکلای. این ائتلاف در تابستان ۲۰۱۳ میلادی شکل گرفت. در همان سال و به پیشنهاد این ائتلاف، گفتگوها برای حل بحران سیاسی و انتقال مسالمت‌آمیز قدرت در آن کشور آغاز شد.
این ائتلاف به دلیل تلاش‌هایش برای رسیدن به یک دموکراسی تکثرگرا در تونس برنده جایزه نوبل صلح در سال ۲۰۱۵ شد.

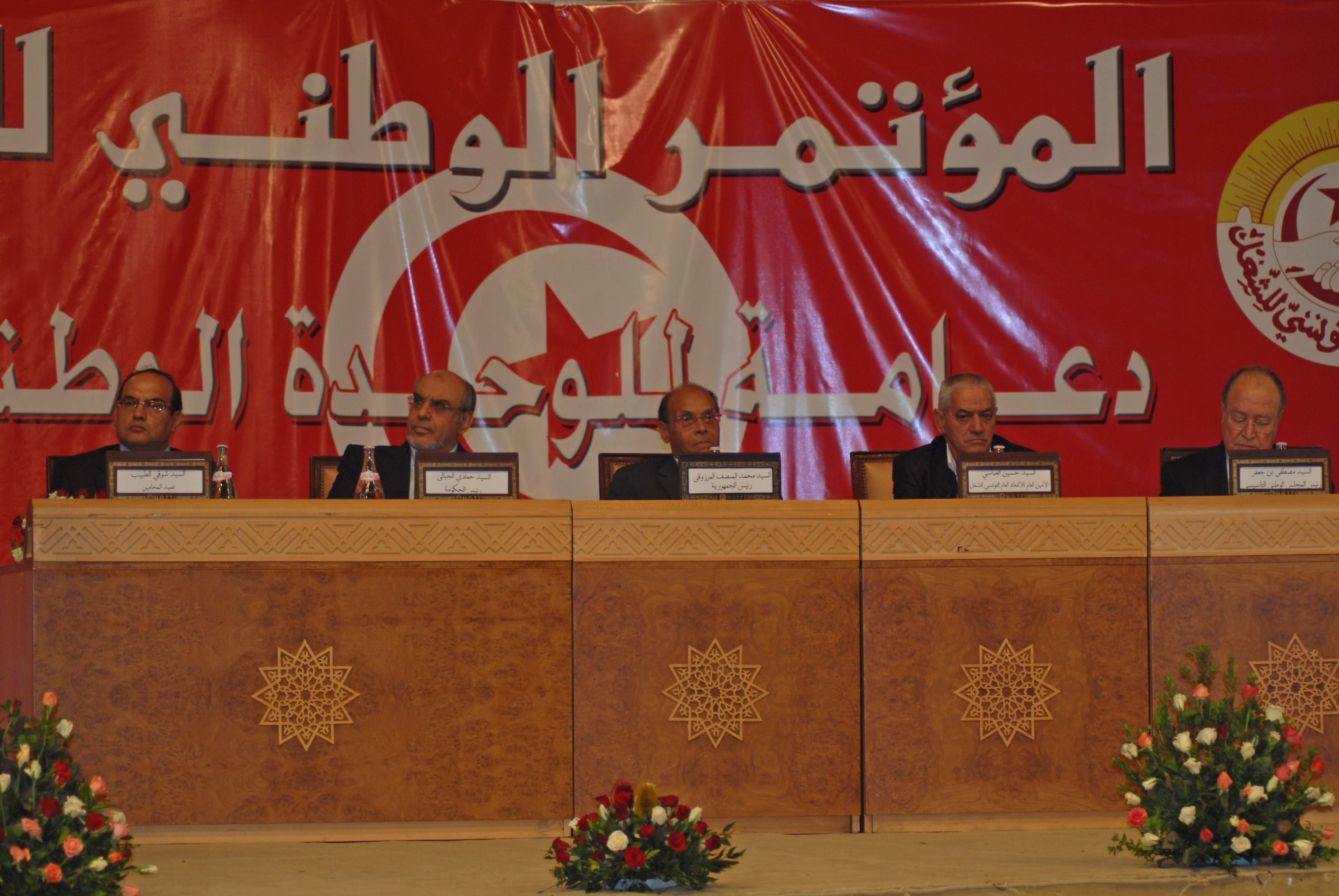
هیئت چهارگانه گفتگوی ملی تونس (اکتبر ۲۰۱۲)